# Cecilia Moyoviri Moye
Cecilia Moyoviri Moye (San Lorenzo de Moxos, Bolivia; 22 de noviembre de 1970) es una tejedora boliviana y artesana de oficio. Fue  dirigente y activista por los territorios indígenas. Participó en la marcha indígena por el "Territorio y la Dignidad" de 1990.

## Reseña biográfica
En 1990, con tan solo 20 años de edad, participó en la primera marcha indígena de las tierras bajas, denominada “Por el Territorio y la Dignidad”, recorriendo más de 700 km desde Trinidad hacia La Paz. La cual logró la creación del Territorio Indígena y parque nacional Isiboro Sécure, por Decreto Supremo N° 22610.
Se desempeñó como tejedora y artesana, teniendo la experiencia necesaria para dar talleres y capacitaciones referentes a dicho oficio, en diferentes partes del Beni y Bolivia. Contribuyendo así, a la formación y el desarrollo socioeconómico de las comunidades indígenas.
En 2011 asumió como vocera de la VIII marcha por la ‘Defensa del TIPNIS’, estando presente en la vigilia en la ciudad de La Paz, denunciando ante organismos nacionales e internacionales, la construcción de la carretera San Ignacio de Moxos-Villa Tunari, que atravesaría toda el área protegida.
En 2012 también ejerció la vocería en la IX marcha que partió desde el TIPNIS hasta La Paz. Si bien se logró obtener la Ley N° 180 de intangibilidad del TIPNIS, esta fue anulada en 2017. Ante tales circunstancias, ejerció como vicepresidenta de la Subcentral del TIPNIS, liderando el encuentro de Corregidores, que defendió a como dé lugar el territorio ancestral.